# Yoshi's Crafted World
Yoshi's Crafted World é um jogo eletrônico de plataforma side-scrolling desenvolvido pela Good-Feel e publicado pela Nintendo para o Nintendo Switch. Trata-se do oitavo título principal da franquia Yoshi, sendo revelado na E3 2017 e foi lançado mundialmente em 29 de março de 2019.

## Jogabilidade
O jogo é estilo plataforma de rolagem lateral onde personagens 3D são movidos em um plano 2.5D. Diferentemente da maioria dos jogos de rolagem lateral, o Crafted World de Yoshi permite que o jogador veja o jogo de dois pontos de vista opostos, permitindo que a câmera "vire os lados" para ver por trás de objetos. O ponto de vista é alterado quando o jogador faz o personagem Yoshi bater no chão. Fora deste novo mecanismo, o jogo é semelhante aos jogos anteriores do Yoshi, onde o jogador pode usar a língua de Yoshi para comer inimigos ou outros objetos, transformá-los em ovos e jogá-los para fora no nível. O jogo contará com um modo multiplayer de dois jogadores, onde cada jogador manobra seu próprio Yoshi através dos níveis do jogo.

## Desenvolvimento
O jogo foi anunciado na E3 2017 e estava programado para o lançamento de 2018. A filmagem do jogo foi mostrada durante o evento Nintendo Treehouse Live na E3 2017, onde foram mostradas imagens da frente e verso de vários níveis. A revelação mostrou o jogo tomando um estilo de arte de recorte de papelão para os gráficos do jogo, similar a como o Woolly World de Yoshi era baseado em personagens e mundos feitos de lã e Kirby's Epic Yarn com seus temas baseados em fios. O jogo está sendo construído usando o Unreal Engine 4. Em junho de 2018, a Nintendo confirmou que o jogo estava atrasado e seria lançado em 2019. Em janeiro de 2019, a Nintendo anunciou em um tweet independente que o Crafted World de Yoshi seria lançado em 29 de março de 2019.